# Episodi di 45 revoluciones
La serie televisiva 45 revoluciones, composta da 13 episodi, è stata trasmessa in Spagna sull'emittente Antena 3 dal 18 marzo 2019 al 30 maggio 2019. La serie è ancora inedita in Italia.
| Numero | Titolo originale   | Titolo italiano | Prima TV Spagna | Prima Italia |
| ------ | ------------------ | --------------- | --------------- | ------------ |
| 1      | Futura             | —               | 18 marzo 2019   | Inedito      |
| 2      | El carnet          | —               | 25 marzo 2019   | Inedito      |
| 3      | El sencillo        | —               | 1 aprile 2019   | Inedito      |
| 4      | La promoción       | —               | 8 aprile 2019   | Inedito      |
| 5      | El álbum           | —               | 15 aprile 2019  | Inedito      |
| 6      | El concierto       | —               | 22 aprile 2019  | Inedito      |
| 7      | La película        | —               | 29 aprile 2019  | Inedito      |
| 8      | La gira            | —               | 9 maggio 2019   | Inedito      |
| 9      | El estreno         | —               | 16 maggio 2019  | Inedito      |
| 10     | La puesta de largo | —               | 23 maggio 2019  | Inedito      |
| 11     | La oferta          | —               | 23 maggio 2019  | Inedito      |
| 12     | El concurso        | —               | 30 maggio 2019  | Inedito      |
| 13     | La última canción  | —               | 30 maggio 2019  | Inedito      |